# Marie-Louise Mwange

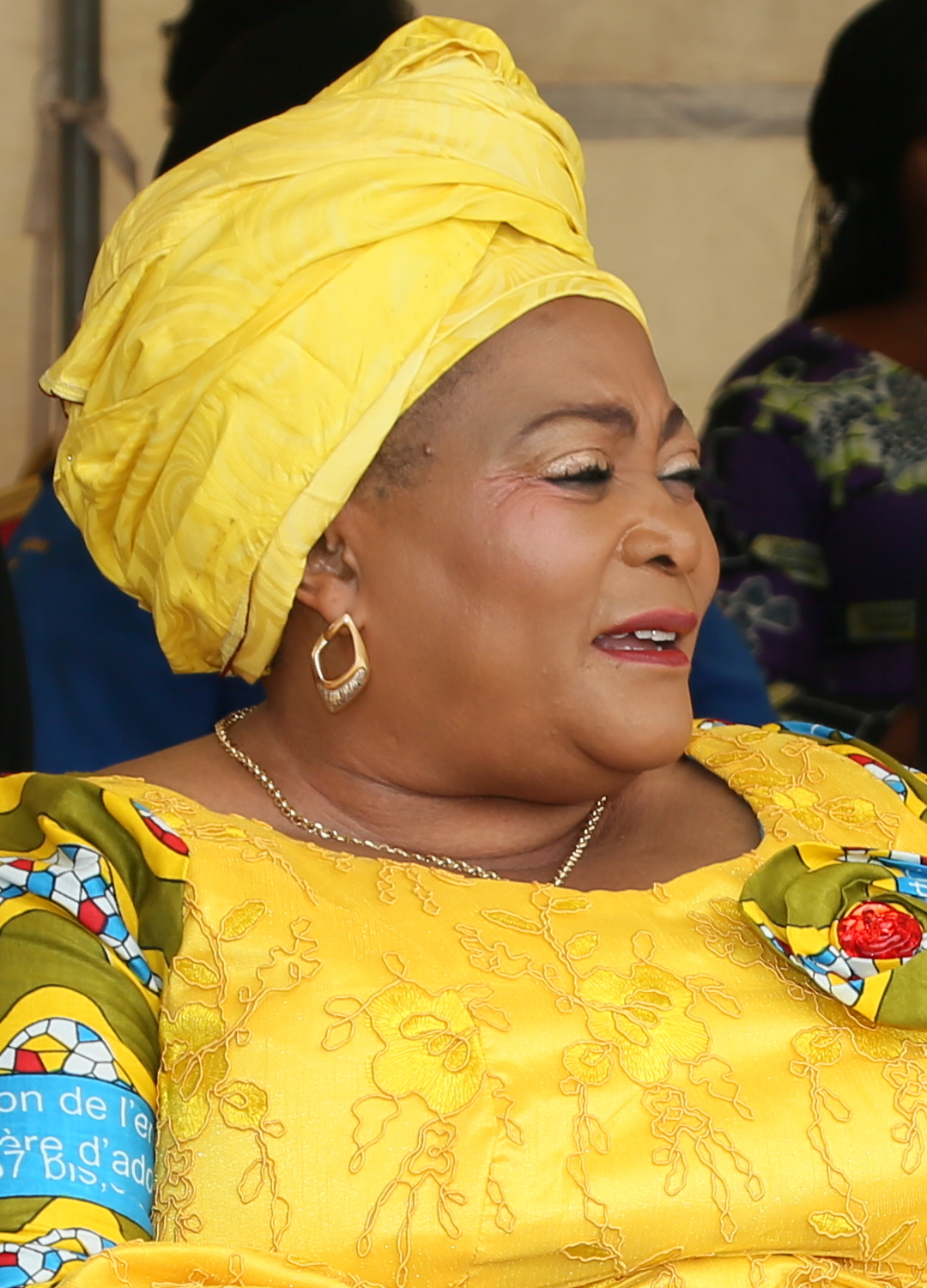
Marie-Louise Mwange em 2017

Marie-Louise Mwange (nascida em 28 de novembro de 1961) é uma política e escritora congolesa.
Mwange foi Ministra do Género, Criança e Família da República Democrática do Congo de dezembro de 2016 a maio de 2017.